# Tris(2-chlorethyl)-fosfát
Tris(2-chlorethyl)-fosfát (C6H12Cll3O4P1) je látka toxická pro reprodukci.
Používá jako plastifikátor, regulátor viskozity nebo zpomalovač hoření akrylátových pryskyřic, polyuretanu nebo PVC. Slouží při výrobě lepidel, barev a laků, k výrobě nábytku nebo textilu.
V lednu 2010 byl Evropskou agenturou pro chemické látky zařazen na kandidátský seznam nebezpečných látek vzbuzujících mimořádní obavy pro autorizaci dle směrnice REACH.